# LOSC Lille Métropole 2010-2011
Questa voce raccoglie le informazioni riguardanti il LOSC Lille Métropole nelle competizioni ufficiali della stagione 2010-2011.

## Organigramma societario
Area direttiva
- Presidente: Michel Seydoux
- Direttore generale: Frédéric Paquet, Didier de Climmer

Area marketing
- Ufficio marketing: Guillaume Gallo

Area tecnica
- Direttore sportivo: Frédéric Paquet
- Allenatore: Rudi Garcia
- Allenatore in seconda: Frédéric Bompard

## Rosa
| N. |                         | Ruolo | Calciatore           |
| -- | ----------------------- | ----- | -------------------- |
| 1  | Francia (bandiera)      | P     | Mickaël Landreau     |
| 2  | Francia (bandiera)      | D     | Mathieu Debuchy      |
| 3  | Francia (bandiera)      | D     | Jerry Vandam         |
| 4  | Francia (bandiera)      | C     | Florent Balmont      |
| 5  | Senegal (bandiera)      | C     | Idrissa Gueye        |
| 6  | Senegal (bandiera)      | D     | Pape Souaré          |
| 7  | Francia (bandiera)      | C     | Yohan Cabaye         |
| 8  | Senegal (bandiera)      | A     | Moussa Sow           |
| 9  | Brasile (bandiera)      | A     | Túlio de Melo        |
| 10 | Polonia (bandiera)      | C     | Ludovic Obraniak     |
| 12 | RD del Congo (bandiera) | A     | Cédric Baseya        |
| 14 | Rep. Ceca (bandiera)    | D     | David Rozehnal       |
| 15 | Brasile (bandiera)      | D     | Emerson da Conceição |

| N. |                           | Ruolo | Calciatore        |
| -- | ------------------------- | ----- | ----------------- |
| 16 | Rep. del Congo (bandiera) | P     | Barel Mouko       |
| 17 | Francia (bandiera)        | C     | Pierre-Alain Frau |
| 18 | Francia (bandiera)        | D     | Franck Béria      |
| 21 | Francia (bandiera)        | C     | Arnaud Souquet    |
| 22 | Camerun (bandiera)        | D     | Aurélien Chedjou  |
| 23 | Francia (bandiera)        | D     | Adil Rami         |
| 24 | Francia (bandiera)        | C     | Rio Mavuba        |
| 26 | Belgio (bandiera)         | C     | Eden Hazard       |
| 27 | Costa d'Avorio (bandiera) | A     | Gervinho          |
| 29 | Francia (bandiera)        | C     | Stéphane Dumont   |
| 30 | Francia (bandiera)        | P     | Alexandre Oukidja |
|    | Senegal (bandiera)        | A     | Omar Wade         |

## Calciomercato

### Sessione estiva(dall'1/7 all'1/9)
| Acquisti | Acquisti       | Acquisti      | Acquisti      |
| R.       | Nome           | da            | Modalità      |
| -------- | -------------- | ------------- | ------------- |
| A        | Moussa Sow     | Rennes        | svincolato    |
| D        | David Rozehnal | Amburgo       | svincolato    |
| A        | Cédric Baseya  | Rennes        | fine prestito |
| A        | Emil Lyng      | Zulte Waregem | fine prestito |

| Cessioni | Cessioni          | Cessioni     | Cessioni                   |
| R.       | Nome              | a            | Modalità                   |
| -------- | ----------------- | ------------ | -------------------------- |
| D        | Ricardo Costa     | Valencia     | svincolato                 |
| D        | Nicolas Plestan   | Schalke 04   | svincolato                 |
| A        | Róbert Vittek     | Ankaragücü   | definitivo (2,1 milioni €) |
| A        | Larsen Touré      | Brest        | definitivo (200 000 €)     |
| P        | Ludovic Butelle   | Nîmes        | prestito                   |
| A        | Emil Lyng         | Nordsjælland | prestito                   |
| A        | Nicolas Fauvergue | Sedan        | prestito                   |